# Doicești
Doicești es una comuna ubicada en el distrito de Dâmbovița, Rumania.

## Superficie
Posee una superficie de 10,98 kilómetros cuadrados.

## Demografía
Hasta 2021 la población era de 4224 habitantes, con una densidad de población de 384,7 habitantes por kilómetro cuadrado.